# Кашина Баја дел Ре (Комо)
Кашина Баја дел Ре је насеље у Италији у округу Комо, региону Ломбардија.
Према процени из 2011. у насељу је живело 22 становника. Насеље се налази на надморској висини од 317 м.